# Blow (альбом Messy Marv та Berner)
Blow — спільний студійний альбом американських реперів Мессі Марва та Berner, виданий 15 грудня 2009 р. лейблом SMC Recordings. Реліз посів 87-му сходинку чарту Top R&B/Hip-Hop Albums та 31-ше місце Top Heatseekers. Мастеринг, зведення: Ренді Біддл.

## Список пісень
| №  | Назва                                                               | Тривалість |
| -- | ------------------------------------------------------------------- | ---------- |
| 1  | «Intro»                                                             | 3:13       |
| 2  | «They Talkin'» (з участю Lee Majors)                                | 4:08       |
| 3  | «The Format» (з участю B-Legit та Shoboat)                          | 4:03       |
| 4  | «Sky's tha Limit» (з участю C-Bo, Maserati Rick та Killa Tay)       | 3:59       |
| 5  | «Doin' Time» (з участю Goldtoes та Husalah)                         | 4:33       |
| 6  | «Won't Stop» (з участю Fam Syrk та Killa Tay)                       | 4:02       |
| 7  | «Ghetto America» (з участю J. Stalin)                               | 3:34       |
| 8  | «Hit 'Em» (з участю Shoboat)                                        | 3:18       |
| 9  | «Ungreatful» (з участю Ampichino та Young Boss)                     | 3:49       |
| 10 | «The Re-Up» (з участю Fed-X)                                        | 4:15       |
| 11 | «Skit»                                                              | 0:57       |
| 12 | «Dealer» (з участю City Shine Hustle Boys)                          | 3:36       |
| 13 | «Good for Nothing» (з участю Fed-X)                                 | 4:32       |
| 14 | «So Fly» (з участю Dubb 20)                                         | 4:06       |
| 15 | «Around tha Way» (у вик. Messy Marv з участю Equipto та Shag Nasty) | 3:54       |
| 16 | «Pie» (у вик. Berner з участю Young Boss, Lurchi та Yukmouth)       | 4:02       |
| 17 | «Outro»                                                             | 2:53       |